# Zofia Dudek (lekkoatletka)
Zofia Dudek (ur. 25 grudnia 2001) – polska lekkoatletka specjalizująca się w biegach długich. 
W 2019 roku została mistrzynią Europy U20 w biegu na 3000 metrów oraz zajęła piąte miejsce w mistrzostwach Europy w biegach przełajowych. 
Mieszka w USA.
Medalistka mistrzostw Polski U20. 
Rekord życiowy: bieg na 3000 metrów – 9:28,82 (19 lipca 2019, Borås). 

## Osiągnięcia
| Rok  | Impreza                                   | Miejsce | Konkurencja         | Pozycja    | Wynik   |
| ---- | ----------------------------------------- | ------- | ------------------- | ---------- | ------- |
| 2019 | Mistrzostwa Europy U20                    | Borås   | bieg na 3000 metrów | 1. miejsce | 9:30,06 |
| 2019 | Mistrzostwa Europy w biegach przełajowych | Lizbona | bieg juniorek       | 5. miejsce | 14:22   |